# Allianz Riviera
Az Allianz Riviera (más néven: Stade de Nice) egy francia labdarúgó-stadion Nizza Saint-Isidore negyedében található. A 2011 augusztusa és 2013 szeptembere között felépült létesítmény egyike a 2016-os Európa-bajnokság tíz helyszínének.

## Története
A nizzai stadionépítési projekt egy, a kormány, a Professzionális Labdarúgóliga, a Francia labdarúgó-szövetség által is támogatott országos kezdeményezés részét képezte, melynek célja a francia stadionok állapotának javítása és az európai elit létesítmények szintjére emelése volt. Ebbe illeszkedett a nizzai, lyoni, lille-i és bordeaux-i stadionok újjáépítése is.
Ennek az átfogó modernizálási tervnek eredményeképpen Franciaország sikeresen pályázott a 2016-os Európa-bajnokság megrendezési jogára, melyet 2010. május 28-án nyert el.
Az Allianz Riviera egyike a torna tíz kiemelt stadionjának. Befogadóképességét tekintve az ország 11. legnagyobb stadionja.
2012. július 23-án bejelentésre került, hogy az Allianz biztosítótársaság megvásárolta a stadion névhasználati jogát.

### Első projekt
Miután 2002-ben sikertelenül zárul a Stade de Ray rekonstrukciós terve, 2005-ben Jacques Peyrat, az Alpes-Maritimes megye szenátora bejelentette, hogy egy új, 32 600 fős stadion megépítését tervezik a Var folyó síkságán. Számos kritika érte a projektet, kétségbe vonva annak szükségességét és formáját, mire a terv ötletgazdái az akkor közel 80 éves és rossz állapotban lévő Stade de Ray lecserélése mellett érveltek, kihangsúlyozva azt is, hogy egy olyan patinás klub, mint az OGC Nice és a francia labdarúgás egésze megérdemel egy ilyen létesítményt. Az új épületnek a Var partjain, a Saint-Isidore negyedben biztosítottak helyet, és a földmunkálatok 2006 júliusában kezdődtek meg.
Azonban a megye prefektusa kérvényezte az építkezés leállítását, mert Nizza városa és a stadiont építő és működtető CARI-Spada konzorcium megsértette a közbeszerzésről szóló szabályokat, mert nem hozták nyilvánosságra az építés költségeit. A Nizzai Közigazgatási Bíróság és Marseille-i Fellebbviteli Közigazgatási Bíróság elfogadták a keresetet, és 2006 augusztusában, illetve októberében a munkálatok leállítása mellett határoztak, amíg nem történik ítélet az ügyben. 2006 decemberében a Nizzai Közigazgatási Bíróság érvénytelenítette a semmisnek nyilvánította a közbeszerzési szerződést. A perhez kapcsolódóan Eric de Montgolfier államügyész 2006. október 5-én előzetes vizsgálatot kezdeményezett részrehajlás bűncselekmény gyanújával. Ezt követően az OGC Nice azon terve is meghiúsult, hogy az építkezést saját erőből folytassák, mivel a helyszínre nem kaptak építési engedélyt.

### Második projekt
2008. október 20-án Nizza új alpolgármestere, Christian Estrosi újraindította a projektet, bejelentve, hogy az új, 35–40 000 férőhelyes stadion 2013 végére készül majd el a Var partján. Az építkezésekért felelős hivatal 2009 áprilisában kijelölte a projekt lebonyolítását végző jogi, számviteli és építészeti vállalatokat.
2010 augusztusában a projektet közvitára bocsátották, ebből kiderült, hogy az építési költség adózás után 200 millió euró. 2010 októberében azonban a költségeket 245 millióra korrigálták. A Capital magazin számításai szerint ez 634 eurós átlagkiadást jelent háztartásonként, ami az új stadiont az Európa-bajnokságra épülő és felújított létesítmények közül a legköltségesebbé teszi. A költségek egy részét a francia kormány, az Alpes-Maritimes megye biztosítaná. A létesítmény kezelése egy vállalatra hárulna, mely egy meghatározott összeget fizetne Nizza városának.
2010. október 10-én a nizzai polgármester bejelentette a stadion építésével megbízott vállalatokat. A tervezéssel Jean-Michel Wilmotte építészt, a kivitelezéssel pedig a Vinci építőipari vállalat, a Caisse des Dépôts et Consignations letéti alap és a South Europe Infrastructure Equity Finance pénzügyi szervezet alkotta társulást bízták meg. 2011 júliusában az építési engedély is megérkezett. A stadion működtetésével és fenntartásával a Nice Eco Stadium (NES) vállalatot bízták meg, amelynek részvényeit 50%-ban a Vinci Concessions, 25%-ban a Caisse des Dépôts et Consignations és 25%-ban a SEIEF birtokolja. A stadiont körülvevő kereskedelmi és irodahelyiségek értékesítésével ugyancsak a Vinci csoport cégeit bízták meg.

#### Építkezés

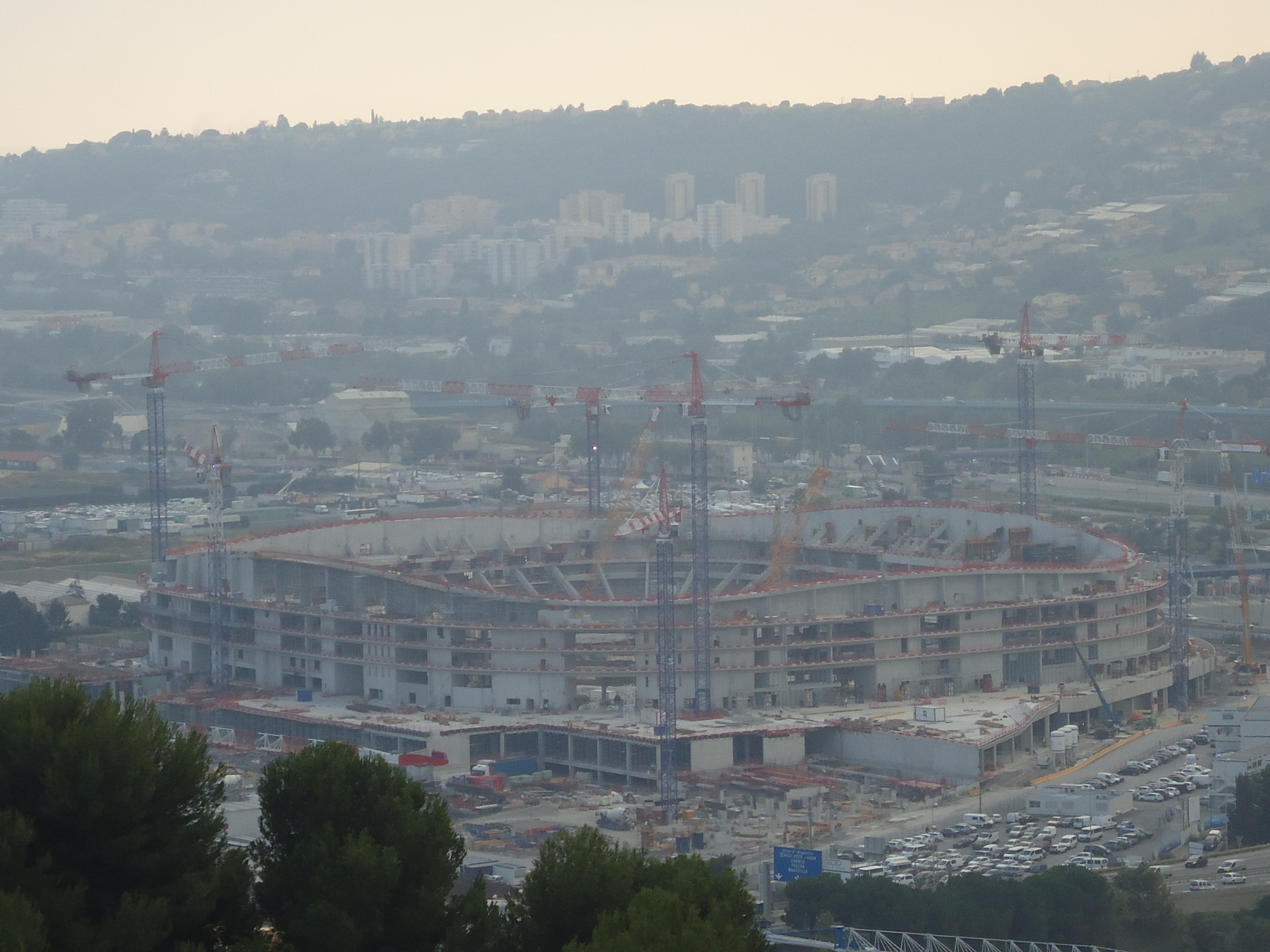
Az építkezés (2012. október)

Az építési munkálatokat 2011 augusztusában kezdték meg. 2012 novemberében véget értek a szerkezeti munkálatok, 2013 tavaszán pedig elkészült a stadion külső homlokzatát alkotó váz is. Júliusban felszerelték a székeket és lefektették a gyepet is, majd augusztus 29-én átadták az épület kulcsát.
A tervezés és a kivitelezés szakaszában is odafigyeltek a környezettudatosságra, a hulladékok újrahasznosítására. A több mint 80 000 munkaórát helyi munkások végezték, akiket a fenntartható fejlődést elősegítő technikákkal is megismertettek az építkezés során.
A munkálatok legintenzívebb szakasza alatt több mint 1000 fő és 11 daru dolgozott az építkezésen, mintegy 9000 tonna acélt és 80 000 m³ betont használtak fel. 800 m³ víztároló medencét és 9300 m² gyepet is kialakítottak a területen.
A stadion nyitómérkőzésére 2013. szeptember 22-én került sor, amikor az OGC Nice a Valenciennes FC-t fogadta és 4-0-s győzelmet aratott. Az új stadion első gólszerzője az argentin Darío Cvitanich volt. A stadionavatón fellépett a közismerten a Paris Saint-Germain-nak szurkoló Patrick Bruel énekes is, akit előadása közben a nézők kifütyültek. Az avatóünnepséget és a mérkőzést tűzijáték zárta.

## Sajátosságok

### Név
2010. Június 6-án Christian Estrosi bejelentette, hogy a tervezett új stadion neve „Olympic Nice Stadium” lesz. 2012 nyarán azonban az Allianz biztosítótársaság évi 1,8 millió euróért kilenc évre megvásárolta a stadion névhasználati jogát, így az Allianz Riviera néven került felavatásra.
Az UEFA szponzorációs korlátozásai miatt a 2016-os Európa-bajnokság hivatalos promóciós anyagaiban és híreiben Stade de Nice néven szerepel a létesítmény.

### Építészete
A lelátókat fölé emelkedő, mintegy 46 m hosszú szerkezetet a FARGEOT Glulam Beams és az SMB vállalatok készítették, és 4000 m³ fából, 6000 m³ ragasztott, laminált faelemből és 3500 t fémből állították össze. Erre került egy acélkötés, amelyen előfeszített membránok nyugszanak. Az egyes helyeken átlátszó etilén-tetrafluor-etilén (ETFE) borításnak köszönhetően jól látható a faszerkezet. A tetőn polivinilidén fluoridból (PVDF) készült membrán található, mely ugyancsak átlátszó, így biztosítva a természetes fény minél nagyobb beszűrődését. A Serge Ferrari vállalat által gyártott Précontraint® 1202 S2 típusú átlátszó membránok növelik a természetes fény beáramlását, ugyanakkor rossz idő esetén kellő védelmet nyújtanak a nézőknek. A teljes mértékben újrahasznosított anyagokból készült 13 600 m² membrán összhangban van Jean-Michel Wilmotte környezettudatos terveivel.
A stadion kapacitását úgy tervezték, hogy különböző rendezvények helyigényeihez igazodjon. Míg labdarúgó-mérkőzéseken 35 624 ülőhely, addig rögbimérkőzéseken 34 615 fő foglalhat helyet a három szintből álló lelátókon. Az első és a második szint mintegy 13 000, illetve 14 000 ülőhelyet, az utolsó szint 8000 férőhelyet foglal magába. A vendégszurkolók számára az északkeleti sarokban 1760 férőhelyes szektor lett kialakítva. Ezeken kívül különböző árkategóriájú és befogadóképességű VIP-helyiségek is vannak. Az északi és déli lelátók alsó része mozgatható, így lehet váltani a rögbi, illetve labdarúgás helyigényei között.
A nagyobb rendezvények alkalmával 12 000 parkolóhely áll a látogatók rendelkezésére. Ezek közül egyesek közvetlenül a stadion környezetében, mások távolabbra találhatóak. Utóbbiaktól járatok indulnak a helyszínre.
Az Allianz Riviera teljes területén több Wi-Fi-pont is van, a jegyek pedig interneten is megrendelhetőek. A létesítményben francia és angol nyelvű, egyéni vagy csoportos stadiontúrát is biztosítanak, melyen a látogatók közelebbről megismerhetik az épületet és annak részleteit.

### A stadion környéke
A multifunkcionális stadionban és környékén számos bolt, étterem, iroda és szolgáltatás kapott helyet. 2014-től a stadionban kapott helyet a korábban Párizsban működő Nemzeti Sportmúzeum (Musée National du Sport), melyben mintegy 5000 m² kiállítóterületen a 16. századtól kezdődően követhető nyomon a sport története.

### Környezetvédelem
A stadion tervezésénél igyekeztek minél környezetkímélőbb megoldásokat alkalmazni. Így a külső fémszerkezetet egyes helyeken faszerkezettel helyettesítettek, ami csökkenti a szén-dioxid kibocsátást. Az épület tetején összesen 7000 m² területű napelem található. Ugyancsak napelemeket helyeztek el a buszparkoló tetejére is (6000 m²). A stadionnak a tervek szerint háromszor annyi energiát kell termelnie, mint amennyit felemészt. A stadion szellőztetése is természetes módon működik, a Var völgyében fújó szeleket használják erre a célra. Emellett az esővizet is újrahasznosítják, és a fényáteresztő membránból készült tető segít a pálya megvilágításában is. A létesítmény működtetését végző Nice Eco Stadium külön figyel a megújuló energiaforrások mellett a hulladékok újrafelhasználásra és a beszállítókat is környezettudatosságuk alapján választják ki.

## Megközelítése
A stadiont közvetlenül autóbusszal, gépkocsival és kerékpárral lehet megközelíteni. Közvetlenül a stadion mellett halad el az A8-as autópálya.
- Autóbusz:[34]
  - 95-ös autóbusz (nagyobb események idején)
  - 9-es autóbusz (átszállás a 95-ös buszra)
  - 10-es autóbusz (átszállás a 95-ös buszra)
  - 200-as járat Cannes és Nizza között (átszállás a 95-ös buszra)

Mérkőzések napján úgynevezett „focijáratok” (lignes foot) is működnek.
A közeljövőben tervezik egy villamosvonal építését is, amely 2018-tól a repülőteret kötné össze Saint-Isidore városrésszel, és ez érintené a stadiont is.
- Vasút:
  - A Nice-Saint-Augustin állomás: ingyenes transzfer járat a stadionhoz
  - A Chemin de fer de Provence vasúttársaság Saint Isidore megállója: gyalogosan tovább[33]

## Hasznosítása

### Labdarúgás
A stadion elsődlegesen az OGC Nice elsőosztályú csapatának ad otthont, mely korábban a 18 696 férőhelyes Stade du Ray-ban játszotta mérkőzéseit.

#### 2016-os Európa-bajnokság
A 2016-os labdarúgó-Európa-bajnokságon négy mérkőzésnek adott helyet a létesítmény. Ebből három csoport-, egy pedig az egyenes kiesési szakaszbeli mérkőzés volt.

##### A stadionban játszott mérkőzések

###### Csoportmérkőzések
| Dátum            | Időpont | Csoport   | Mérkőzés                       | Eredmény | Nézőszám |
| ---------------- | ------- | --------- | ------------------------------ | -------- | -------- |
| 2016. június 12. | 18:00   | C csoport | Lengyelország – Észak-Írország | 1–0      | 33 742   |
| 2016. június 17. | 21:00   | D csoport | Spanyolország – Törökország    | 3–0      | 33 409   |
| 2016. június 22. | 21:00   | E csoport | Svédország – Belgium           | 0–1      | 34 011   |

###### Egyenes kieséses szakasz
| Dátum            | Időpont | Szakasz      | Mérkőzés        | Eredmény | Nézőszám |
| ---------------- | ------- | ------------ | --------------- | -------- | -------- |
| 2016. június 27. | 21:00   | Nyolcaddöntő | Anglia – Izland | 1–2      | 33 901   |

### Rögbi
Az Allianz Rivierában rendezi alkalmanként az RC Toulon rögbicsapat is a fontosabb mérkőzéseit. Ilyenkor a befogadóképesség 34 615 főre csökken. A rögbimeccsek nézőcsúcsát a 2013. október 5-én rendezett RC Toulon–ASM Clermont Auvergne bajnoki mérkőzés tartja, melyen 33 996 néző előtt 25-19-es hazai siker született.

### Koncertek és rendezvények
A sportrendezvények mellett a létesítmény koncertek és nagyszabású előadások rendezésére is alkalmas. Az oldalt elhelyezett színpados koncertek 34 834 nézőt (ebből 10 000 a pályán), míg a pálya közepén felállított színpados koncertek 44 624 nézőt (ebből 9000 a pályán) tudnak fogadni.
| Időpont          | Előadó  | Turné / Esemény | Nézőszám |
| ---------------- | ------- | --------------- | -------- |
| 2016. július 15. | Rihanna | Anti World Tour |          |

2014-ben első alkalommal került megrendezésre a French Riviera Classic nevű autószalon, melynek 2015-től a stadion ad otthont. Ezen különböző korszakokból és gyártóktól származó oldtimer gépkocsikat állítanak ki.

## Incidensek
A stadion megnyitása óta több kisebb-nagyobb incidens volt. 2013. november 24-én, az OGC Nice–AS Saint-Étienne (0-1) mérkőzés előtt a felső lelátón elhelyezett vendégszurkolók egy része felszakította a székeket és a hazai nézők közé dobálta. 15 szurkoló átmászott a vendégeket és a nizzaiakat elválasztó kerítésen. Ezalatt néhány nizzai fanatikus is a helyszínre sietett, hogy felvegye velük a harcot. Az összecsapásnak a rendőrség vetett véget, visszaszorítva a rendbontókat. A hatóságok elől menekülő szurkolók közül egy kis híján lezuhant amikor megpróbált átmászni saját szektorukba, azonban társai még időben elkapták és visszahúzták a felső lelátóra. A rendbontók kb. 200 széket téptek fel, nyolc személy megsérült. 250 vendégszurkolót még a mérkőzés kezdete előtt kiutasítottak a stadionból.
Az esemény után Jean-Pierre Rivère, a nizzai klub, illetve Roland Romeyer, a Saint-Étienne elnöke egymást hibáztatták az incidensért. A mérkőzés biztonságáért felelős hatóságok pedig tagadták, hogy az erőszakos események kiváltó oka a vendégek autóbuszának kövekkel való megdobálása lett volna. Ezzel szemben a szurkolókat szállító vállalat feljelentést tett, mert még mielőtt a stadionhoz érkeztek volna, az egyik busz ablakát ismeretlen személyek betörték.
Manuel Valls belügyminiszter és Valérie Fourneyron sportminiszter is elítélték az eseményeket. Frédéric Thiriez, a Professzionális Labdarúgóliga elnöke utazási tilalmat helyezett kilátásba a vendégszurkolók részére.
A rendőrség ezt követően több nizzai és Saint-Étienne-i szurkolót letartóztatott, és a rövid időn belül meghozott bírósági ítéletek között felfüggesztett börtönbüntetés, pénzbírság, stadionból való kitiltás és közmunka is volt.
Az eset kapcsán a stadion biztonságát, a székek minőségét és a vendégszurkolók parkolójának biztonságát is kritikákkal illették.
Az esetet követően a Francia labdarúgó-szövetség Fegyelmi Bizottsága szektorbezárásra ítélte Geoffroy-Guichard Stadionban. Az OGC Nice rendezőként 15 000 euró büntetést kapott.
2014. augusztus 23-án a Nizza-Bordeaux (1-3) mérkőzés rövid ideig félbeszakadt, mivel a hazai fanatikusok székeket és egyéb tárgyakat dobáltak a pályára. A labdarúgó-szövetség egy mérkőzésre bezáratta a hazai szurkolótábor (Populaire Sud) szektorát.
2014. október 18-án, a Nizza-Bastia (0-1) „Mediterrán Derby” lefújása után tömegverekedés alakult ki a szurkolók és a játékosok között, miután a vendégek tartalék kapusa, Jean-Louis Leca egy korzikai zászlót lobogtatott a vereség miatt amúgy is dühös hazai szurkolók előtt. A felháborodott hazai játékosok összetűzésbe keveredtek a vendégekkel, majd több száz szurkoló is a pályára özönlött. Több szurkolót őrizetbe vettek és elítéltek az események után. A kapus két mérkőzésre szóló eltiltását végül felfüggesztették.

## Galéria

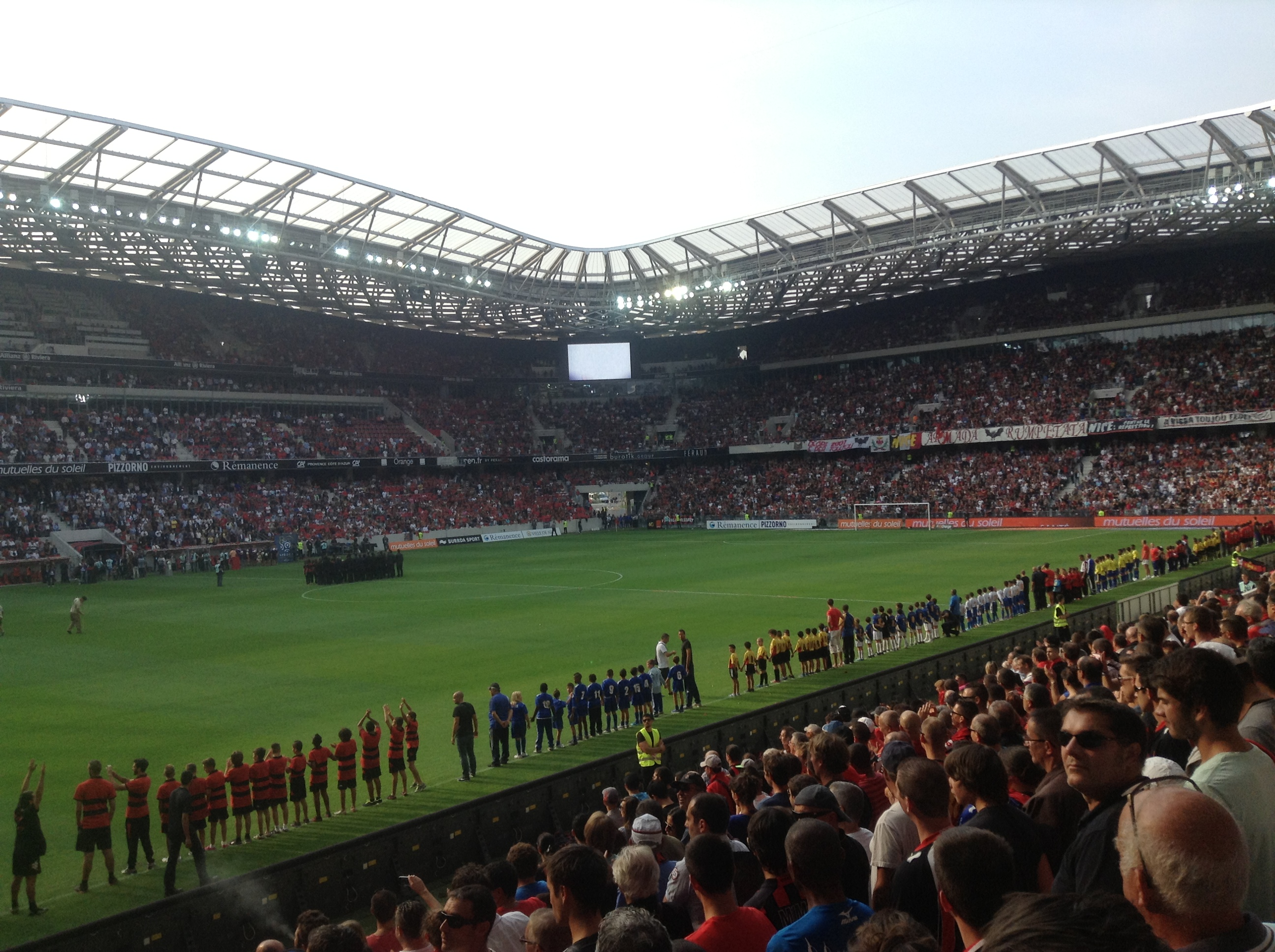
Mérkőzés közben
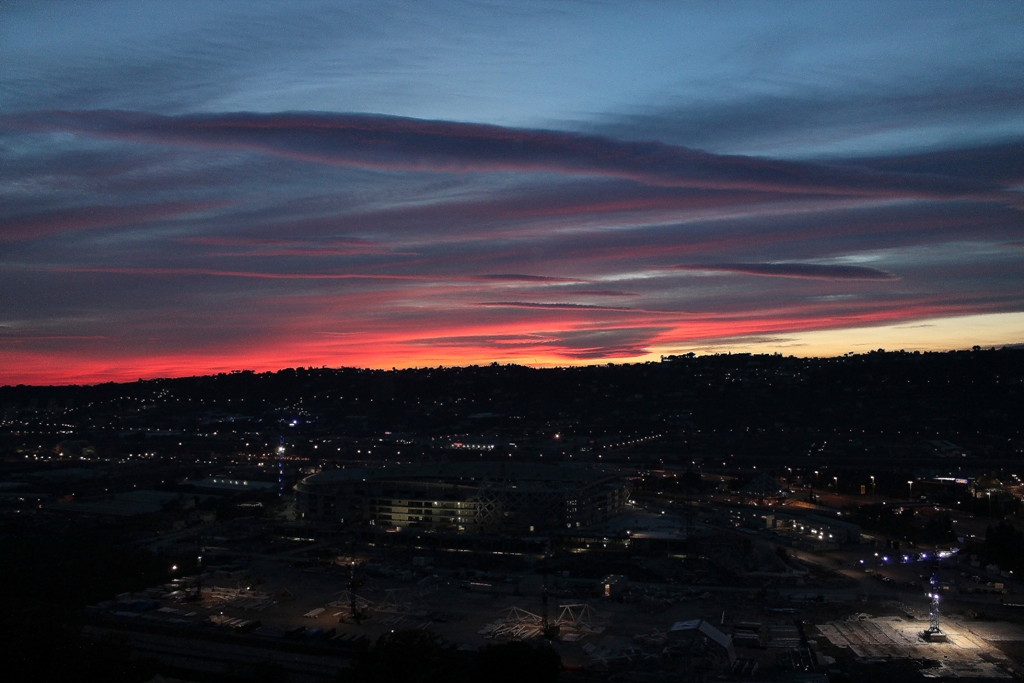
A stadion naplementekor
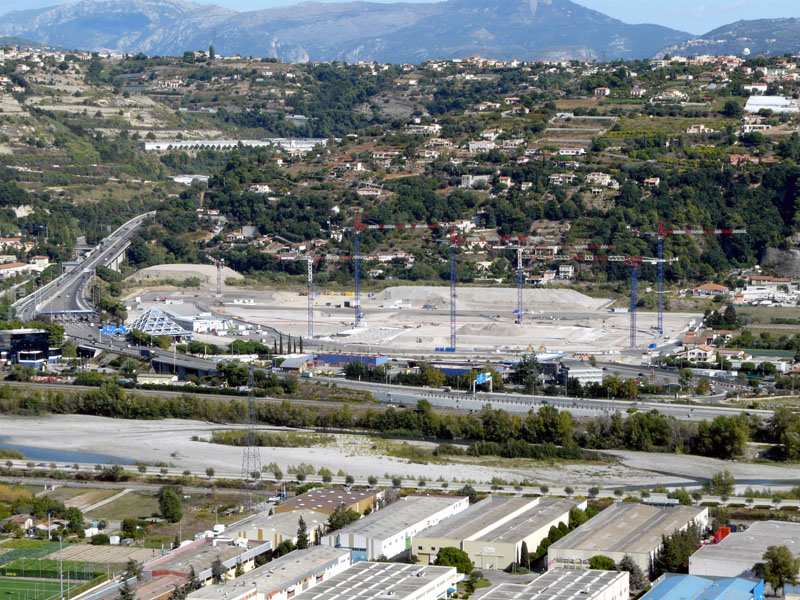
Építés közben